# Cameron Crowe
Cameron Bruce Crowe (Palm Springs, 13 luglio 1957) è un regista, sceneggiatore, produttore cinematografico, giornalista e attore statunitense.

## Biografia
Nato a Palm Springs, ma cresciuto a San Diego, Crowe, a soli 15 anni diventa giornalista scrivendo recensioni ed articoli di musica per le riviste Creem, Playboy e Penthouse e, un anno dopo, collabora con il celebre magazine Rolling Stone. Durante questo periodo ha la fortuna di intervistare leggende del rock come Bob Dylan, Neil Young, Led Zeppelin ed Eric Clapton. A 22 anni torna a studiare e scrive un libro, poi riadattato per il film Fuori di testa, ritratto sensibile, divertente e alquanto realistico delle storie e delle difficoltà dei teenager.
Nel 1989 debutta alla regia con Non per soldi...ma per amore; con il suo lavoro successivo, Singles - L'amore è un gioco, Crowe racconta di un gruppo di giovani ventenni di Seattle e sul passaggio che compiono all'età adulta. Quattro anni dopo con Jerry Maguire ottiene la sua prima nomination agli Oscar per la migliore sceneggiatura originale e Cuba Gooding Jr. si aggiudica la statuetta come miglior attore non protagonista. Scrive un libro intervista, Conversazioni con Billy Wilder (2002), pubblicato in Italia da Adelphi.
Nel 2000 con Quasi famosi Crowe racconta una storia quasi autobiografica: un adolescente, aspirante giornalista di musica rock, segue in tour una band emergente. Con questo film si aggiudica un Golden Globe e l'Oscar 2001 per la migliore sceneggiatura originale. Nel 2001 il regista californiano realizza Vanilla Sky e nel 2005 Elizabethtown; il primo soggetto per la prima volta non presenta la sua firma, ma è un remake hollywoodiano del film di Alejandro Amenábar Apri gli occhi (1997), mentre il secondo è una spigliata commedia funebre, mix di humor nero e romanticismo.
Nell'aprile del 2011 presenta al Tribeca Film Festival "The Union", documentario che segue i musicisti Elton John e Leon Russell's nella realizzazione del loro album The Union, prodotto da T-Bone Burnett. Il 20 settembre 2011 esce negli USA Pearl Jam Twenty, un documentario sui Pearl Jam che racconta i 20 anni di una delle più importanti band della scena musicale rock/grunge. Alcuni componenti dei Pearl Jam (Eddie Vedder, Ament, McReady, Gossard e l'allora batterista Abruzzese) erano già apparsi insieme a Crowe in "Singles - l'amore è un gioco" interpretando la band di Matt Dillon. Nel 2011 esce La mia vita è uno zoo una commedia a tinte drammatiche interpretata da Matt Damon e Scarlett Johansson. La sceneggiatura è scritta dal regista insieme ad Aline Brosh McKenna. Il film è basato su un romanzo autobiografico del giornalista inglese Benjamin Mee.

## Vita privata
Crowe si è sposato con la musicista Nancy Wilson del gruppo rock Heart nel luglio 1986. La coppia ha avuto due gemelli, nati nel gennaio 2000, e ha divorziato nel 2010 dopo ventiquattro anni di matrimonio.

## Filmografia

### Regista
- Non per soldi... ma per amore (Say Anything) (1989)
- Singles - L'amore è un gioco (Singles) (1992)
- Jerry Maguire (1996)
- Quasi famosi (Almost Famous) (2000)
- Vanilla Sky (2001)
- Elizabethtown (2005)
- Pearl Jam Twenty (2011) - documentario
- La mia vita è uno zoo (We Bought a Zoo) (2011)
- Sotto il cielo delle Hawaii (Aloha) (2015)

### Sceneggiatore
- Fuori di testa (Fast Times at Ridgemont High) (1982)
- The Wild Life (1984)
- Non per soldi...ma per amore (Say Anything) (1989)
- Singles - L'amore è un gioco (Singles) (1992)
- Jerry Maguire (1996)
- Quasi famosi (Almost Famous) (2000)
- Vanilla Sky (2001)
- Elizabethtown (2005)
- La mia vita è uno zoo (We Bought a Zoo) (2011)
- Sotto il cielo delle Hawaii (Aloha) (2015)

### Attore
- L'altra faccia del vento (The Other Side of the Wind) (1972) - non accreditato
- American Hot Wax (1978)
- The Wild Life (1984)
- Singles - L'amore è un gioco (Singles) (1992)
- Minority Report (2002) - non accreditato

## Premi e candidature
- Premio Oscar (Oscar)
  - 1997: Nominato - Miglior film per Jerry Maguire (1996) (insieme a James L. Brooks, Laurence Mark e Richard Sakai)
  - 1997: Nominato - Miglior sceneggiatura originale per Jerry Maguire (1996)
  - 2001: Vinto - Miglior sceneggiatura originale per Quasi famosi (2000)
- Australian Film Institute (Best Foreign Film Award)
  - 2001: Nominato - Miglior film straniero per Quasi famosi (2000) (insieme a Ian Bryce)
- BAFTA Awards (BAFTA Film Award)
  - 2001: Nominato - Miglior film per Quasi famosi (2000) (insieme a Ian Bryce)
  - 2001: Vinto - Migliore sceneggiatura originale per Quasi famosi (2000)
- Boston Society of Film Critics Awards (BSFC Award)
  - 2000: Vinto - Migliore sceneggiatura per Quasi famosi (2000) (insieme a Steve Kloves per Wonder Boys)
  - 2000: Vinto - Miglior regista per Quasi famosi (2000)
- Critics' Choice Movie Awards (Critics Choice Award)
  - 2001: Vinto - Miglior sceneggiatura originale per Quasi famosi (2000)
- Cairo International Film Festival
  - 2001: Nominato - Golden Pyramid per Quasi famosi (2000)
  - 2001: Vinto - Migliore sceneggiatura per Quasi famosi (2000)
- Chicago Film Critics Association Awards (CFCA Award)
  - 2001: Nominato - Miglior regista per Quasi famosi (2000)
  - 2001: Vinto - Miglior sceneggiatura per Quasi famosi (2000)
- DVD Exclusive Awards (DVD Premiere Award)
  - 2003: Nominato - Migliori nuovi extra preferiti per Vanilla Sky (2001) (insieme a Scott M. Martin)
  - 2003: Nominato - Migliori commentari audio per Non per soldi... ma per amore (1989)
- Directors Guild of America (DGA Award)
  - 1997: Nominato - Miglior regia di un film per Jerry Maguire (1996)
  - 2001: Nominato - Miglior regia di un film per Quasi famosi (2000)
- Empire Awards (Empire Award)
  - 1998: Vinto - Miglior regista per Jerry Maguire (1996)
  - 2002: Nominato - Miglior regista per Quasi famosi (2000)
- European Film Awards
  - 1997: Nominato - Miglior film internazionale per Jerry Maguire (1996)
- Golden Globe (Golden Globe)
  - 2001: Nominato - Migliore sceneggiatura per Quasi famosi (2000)
- Grammy Awards (Grammy)
  - 2001: Vinto - Miglior colonna sonora per un film cinematografico, televisivo o altri media per Quasi famosi (2000) (insieme a Danny Bramson)
- Hochi Film Awards (Hochi Film Award)
  - 1997: Vinto - Miglior film in lingua straniera per Jerry Maguire (1996)
- Humanitas Prize
  - 1997: Nominato - Categoria film preferiti per Jerry Maguire (1996)
- Sindacato Nazionale Giornalisti Cinematografici Italiani (Nastro d'argento)
  - 2001: Nominato - Regista del miglior film straniero per Quasi famosi (2000)
- Las Vegas Film Critics Society Awards (Sierra Award)
  - 2000: Nominato - Migliore sceneggiatura originale per Quasi famosi (2000)
  - 2000: Nominato - Miglior regista per Quasi famosi (2000)
- London Critics Circle Film Awards (ALFS Award)
  - 2001: Nominato - Sceneggiatore dell'anno per Quasi famosi (2000)
- Online Film Critics Society Awards (OFCS Award)
  - 2001: Nominato - Miglior regista per Quasi famosi (2000)
  - 2001: Vinto - Miglior sceneggiatura per Quasi famosi (2000)
- Phoenix Film Critics Society Awards (PFCS Award)
  - 2001: Nominato - Miglior regista per Quasi famosi (2000)
  - 2001: Vinto - Migliore sceneggiatura originale per Quasi famosi (2000)
- San Diego Film Critics Society Awards (SDFCS Award)
  - 2000: Vinto - Miglior regista per Quasi famosi (2000)
  - 2000: Vinto - Migliore sceneggiatura originale per Quasi famosi (2000)
- Satellite Awards (Golden Satellite Award)
  - 2001: Nominato - Miglior regista per Quasi famosi (2000)
  - 2001: Nominato - Migliore sceneggiatura originale per Quasi famosi (2000)
  - 2002: Nominato - Miglior canzone originale per Vanilla Sky (2001) (insieme a Nancy Wilson per "I Fall Apart")
- Southeastern Film Critics Association Awards (SEFCA Award)
  - 2001: Vinto - Migliore sceneggiatura originale per Quasi famosi (2000)